# Burkhart Beyerle

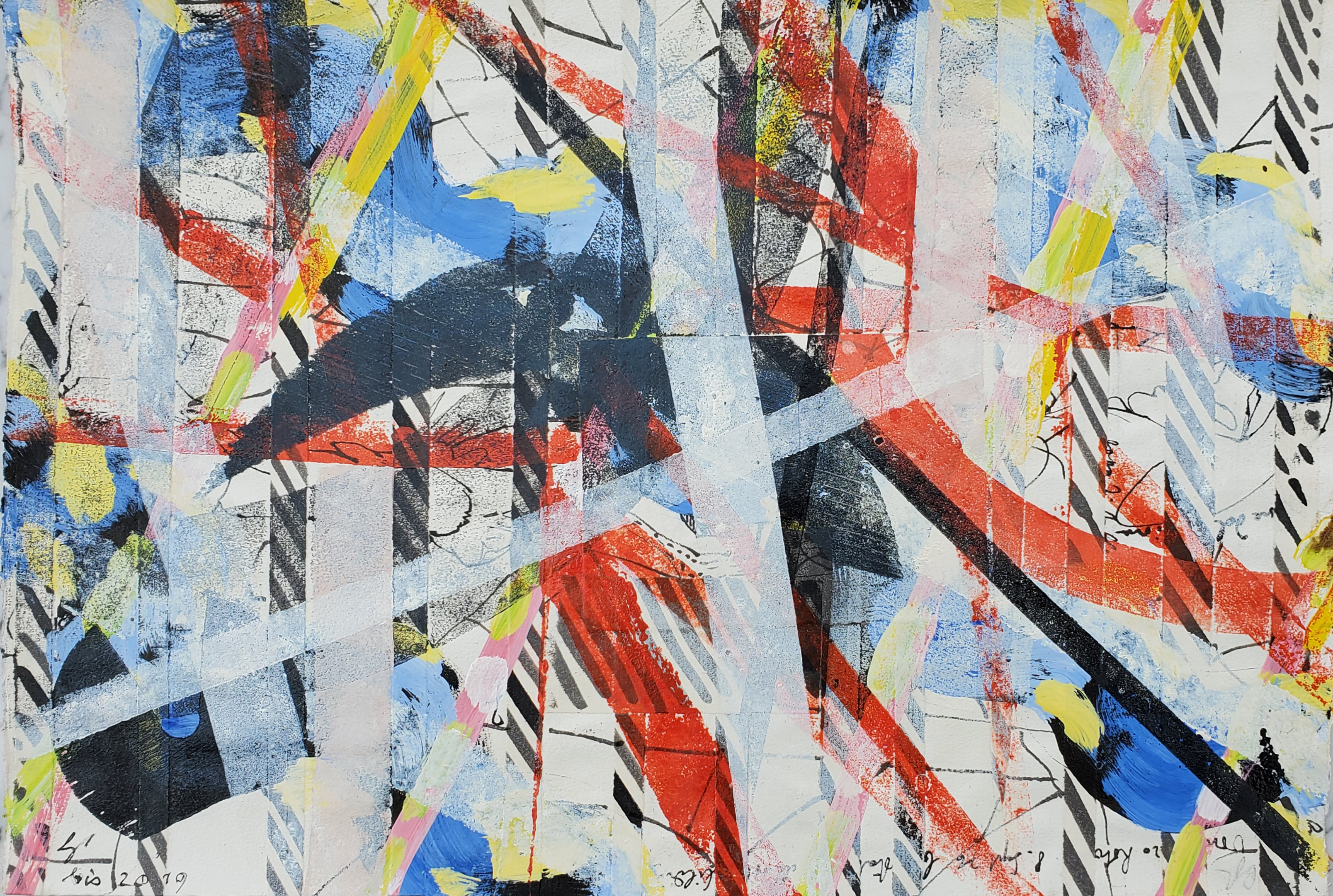
Burkhart Beyerle: Acryl auf Papier

Burkhart Beyerle (* 4. Juni 1930 in Frankfurt am Main; † 8. Dezember 2021 in Konstanz) war ein deutscher bildender Künstler, der in Konstanz am Bodensee lebte.

## Leben
Burkhart Beyerle war der Sohn des Rechtshistorikers Franz Beyerle. Er besuchte die Schulen in Kirchzarten und Freiburg im Breisgau. Von 1949 bis 1951 studierte er Architektur in Aachen, fügte eine Schreinerlehre ein und führte das Studium von 1953 bis 1956 in München zu Ende.
Von 1956 bis 1993 war er in den Universitätsbauämtern von Freiburg und Konstanz angestellt, dadurch auch maßgeblich am Bau der Universität Konstanz beteiligt.
In den Jahren 1962 und 1963 kam es zu Zusammentreffen mit Joseph Beuys, der die Verbindung zu Hans van der Grinten und Franz Joseph van der Grinten herstellte. Die Brüder van der Grinten starteten 1964 die erste Ausstellungsreihe mit Werken von Beyerle in Kranenburg am Niederrhein. Mit den van der Grintens kam eine größere Anzahl der Werke Beyerles später in das Schloss Moyland am Niederrhein. Dort erfolgte auch die Ausstellung 2020 zusammen mit Werner Haypeter, Herbert Egl und Thomas Müller. Er hatte zahlreiche weitere Ausstellungen, darunter in Zürich, Konstanz, Singen, Reutlingen und Friedrichshafen. und.   Burkhart Beyerle zählt zu den Künstlern der Grafischen Sammlung des Museums Folkwang in Essen.